# Istok
För andra betydelser, se Istok (olika betydelser).
Istog (albanska: Istog med böjningsformen Istogu, på albanska numera: Burim med böjningsformen Burimi; serbiska: Исток, Istok) är en stad i Kosovo. Den är belägen i Dukagjinidalen, som avgränsas mot Montenegro genom en hög bergskedja.

## Personer från Istog
- Fatmire Bajramaj - fotbollsspelare
- Ibrahim Rugova - politiker
- Agnesa Vuthaj - model
- Adnan Januzaj - fotbollsspelare